# 馬尾與髮圈
《馬尾與髮圈》（日语：ポニーテールとシュシュ）為AKB48第16張 單曲。於2010年5月26日開始販售。

## 簡介
單曲分為三種版本，通常盤A・B・劇場盤。本單曲和前作《櫻花印記》同樣的是，2種普通盤及劇場盤同時發售，而且，2種通常盤所收錄的內容是不同的。
本單曲是AKB48初次到海外進行單曲的拍攝工作。本單曲的寫真及PV都是在關島拍攝的。
本單曲是新Team體制的首張單曲。
本單曲附有第17張單曲選拔總選舉的投票表格。
CD封面上的馬尾式髮型的女子的插圖，是由Team B的宮崎美穗所畫的。

## 主要紀錄
發售前一天的2010年5月25日Oricon紀錄銷售額達35.4萬張。超過了最高紀錄嵐的《Troublemaker》當時銷售額12萬張，更新了之前的最高紀錄，同時，也都超過了單曲《櫻花印記》初日的銷售額，2010年度Oricon年間單曲最高銷售額暫定於第5位。
該紀錄，於發售當日（總計2日）的2010年5月26日銷售額張數的共計突破40萬張(件)。2日已經超過前作的銷售額，創造了AKB48單曲以來最高的銷售額張數的記錄。此後，5月28日已經突破45萬張（同時Oricon年間單曲最高銷售額暫定TOP3進入），5月30日突破了50萬張。
Oricon已經有銷售了50萬張的紀錄，獲得首次登場1位。女子組合銷售了50萬張(件)的紀錄是由早安少女組。於2000年12月25日的發售的《戀愛revolution 21》以來已經隔了9年5個月，包含了個人歌手宇多田光於2001年2月26日發行的《Can You Keep A Secret？》以來隔了9年3個月的記錄。全部的歌手繼2010年5月31日的嵐的《Monster》變成了2週連續銷售了50萬張突破。
截至2019年11月，《馬尾與髮圈》的PV在Youtube的觀看次數已突破7300萬人。

## 媒體使用
馬尾與髮圈
- 日本電視台『原來如此！高校』片尾曲
- 富士電視台系『クイズ!ドレミファドン!!〜芸能人最強イントロ王決定戦〜』片尾曲
- 伊藤洋華堂廣告歌曲
- CS『AKB48神TV Season4』開頭曲

我的YELL
- FM東京系『フレンチ・キスのKissラジ!〜あなたへのYELL〜』内「我的YELL」節目

## 收錄曲

### 通常盤 A
封面寫真（高橋南・前田敦子・大島優子・渡邊麻友・松井珠理奈）
1. 《馬尾與髮圈》（ポニーテールとシュシュ）
（作詞：秋元康　作曲：多田慎也　編曲：生田真心）
2. 《被盜了的唇》（盗まれた唇）
（作詞：秋元康　作曲、編曲：井上ヨシマサ【歌：Under Girls）
3. 《我的YELL》（僕のYELL）
（作詞：秋元康　作曲：フジノタカフミ　編曲：生田真心　歌：Theater Girls）
4. 《馬尾與髮圈》（off vocal ver.）
5. 《被盜了的唇》（off vocal ver.）
6. 《我的YELL》（off vocal ver.）

DVD
1. 《馬尾與髮圈》Music Clip
2. 《被盜了的唇》Music Clip
3. 《我的YELL 》Music Clip

特典（僅限首發版）
- 全國握手会参加券（東京・名古屋・大阪・福岡・札幌・廣島・仙台）
- 「AKB48 17th單曲 選抜総選挙」投票用投票表格

### 通常盤 B
封面寫真（小嶋陽菜・篠田麻里子・板野友美・柏木由紀・北原里英）
1. 《馬尾與髮圈》
2. 《被盜了的唇》
3. 《馬路須加學園頂尖藍調》 （マジジョテッペンブルース）
（作詞：秋元康　作曲、編曲：市川裕一）
4. 《馬尾與髮圈》（off vocal ver.）
5. 《被盜了的唇》（off vocal ver.）
6. 《馬路須加學園頂尖藍調》（off vocal ver.）

DVD
1. 《馬尾與髮圈》Music Clip
2. 《被盜了的唇》Music Clip
3. 《馬路須加學園頂尖藍調》Music Clip

特典（僅限首發版）
- 全國握手會參加券（東京・名古屋・大阪・福岡・札幌・廣島・仙台）
- 「AKB48 17th單曲 選抜総選挙」投票用投票表格

### 劇場盤
1. 《馬尾與髮圈》
2. 《被盜了的唇》
3. 《我的YELL》
4. 《馬路須加學園頂尖藍調》

特典
- 個別握手会参加券（幕張展覽館）
- 2010年 AKB48總選舉海報風 各成員生寫真1張

## 選拔成員

### 馬尾與髮圈
（粗體字為A、B普通盤的封面成員）
（中央位置：高橋南、前田敦子）
- Team A：小嶋陽菜、篠田麻里子、高城亞樹、高橋南、前田敦子
- Team K：板野友美、大島優子、小野惠令奈、峯岸南、宮澤佐江
- Team B：河西智美、柏木由紀、北原里英、宮崎美穗、渡邊麻友
- SKE48 Team S：松井珠理奈

前之作品RIVER相異，秋元才加落選選拔成員，降格至Under Girls，高城首次成為選拔成員。

### 被盜了的唇
「Under Girls」名義
（中央位置：前田亞美、松井玲奈） 
- Team A：岩佐美咲、多田愛佳、片山陽加、倉持明日香、指原莉乃、前田亞美
- Team K：秋元才加、菊地彩香、仁藤萌乃、藤江丽奈
- Team B：奧真奈美、小森美果、佐藤亞美菜、佐藤堇
- SKE48 Team S：松井玲奈、矢神久美

除高城、秋元、岩佐、矢神、仲川遙香及石田晴香外，其他成員均是前作Under Girls的成員。矢神首次以SKE48的身份參與AKB48的歌曲。高城主打曲選拔成員，石田、仲川均降格為Theater Girls。

### 我的YELL
「Theater Girls」名義
（中央位置：石田晴香、仲川遙香）
- Team A：大家志津香、仲川遙香、中田千智、仲谷明香、松原夏海
- Team K：内田真由美、梅田彩佳、田名部生來、中塚智實、野中美鄉、松井咲子、米澤瑠美
- Team B：石田晴香、小林香菜、佐藤夏希、鈴木玛利亚、近野莉菜、平嶋夏海、增田有華
- Team 研究生：石黑貴己、植木麻香、大場美奈、絹本桃子、佐野友里子、島崎遙香、島田晴香、高松惠理、竹内美宥、永尾玛利亚、中村麻里子、藤本紗羅、森杏奈、山內鈴蘭、橫山由依

岩佐升格至Under Girls，而仲川及石田則降格至Theater Girls，8、9期研究生加入外，其餘成員均是前作Theater Girls的成員。
本曲是Theater girls的第一首原創樂曲（第14張《RIVER》中收錄的作品《飛機雲》是Team A 5th Stage「戀愛禁止條例」公演的樂曲）。
本曲亦為2010年乒乓球部的應援歌曲，並有另一版本，由「AKB乒乓球部2010」的成員主唱。
本次是首次全員研究生參與歌曲。

### 馬路須加學園頂尖藍調
- Team A：多田愛佳、倉持明日香、小嶋陽菜、指原莉乃、篠田麻里子、高城亞樹、高橋南、前田敦子
- Team K：秋元才加、板野友美、大島優子、小野惠令奈、仁藤萌乃、宮澤佐江
- Team B：奧真奈美、河西智美、柏木由紀、北原里英、小森美果、宮崎美穗、渡邊麻友
- SKE48 Team S：松井珠理奈、松井玲奈
- SDN48：Natsu

Music Clip出演之成員（並沒有參與歌曲录制）
- Team A：片山陽加、仲谷明香
- Team K：田名部生來、峯岸南、米澤瑠美
- Team B：佐藤亞美菜
- SDN48：穐田和恵、伊藤花菜、梅田悠、甲斐田樹里、河内麻沙美、近藤沙耶香、佐藤由加理

AKB48成員全體出演劇集馬路須加學園（真假學園）之番外篇，本曲是以劇中的主要演員群（除SKE48之矢神久美外）組成的名義出演，歌詞中會有提到劇集中一些經典的對白。在PV中，飾演矢場久根總長的及飾演的會參與本PV。

## 注解
1. ↑  包含音樂下載單曲的主要單曲總數。若包含獨立製作時期單曲，則為第18張。
2. ↑  （页面存档备份，存于） 【PV】 ポニーテールとシュシュ / AKB48 [公式] - YouTube
3. ↑  因上一首單曲櫻花印記為全員參與單曲
4. ↑  是除了松井珠理奈及松井玲奈外的第3人。

## 外部連結
- AKB48官方YouTube頻道公開播放影片：
  - YouTube上的《馬尾與髮圈》PV
  - YouTube上的《被盜了的唇》PV
  - YouTube上的《我的YELL》PV
  - YouTube上的《馬路須加學園頂尖藍調》PV

- 《馬尾與髮圈》單曲日本版官方介紹頁（KING RECORDS）（日語）
  - （页面存档备份，存于） Type-A
  - （页面存档备份，存于） Type-B